# Cattedrale Crociata di Tiro

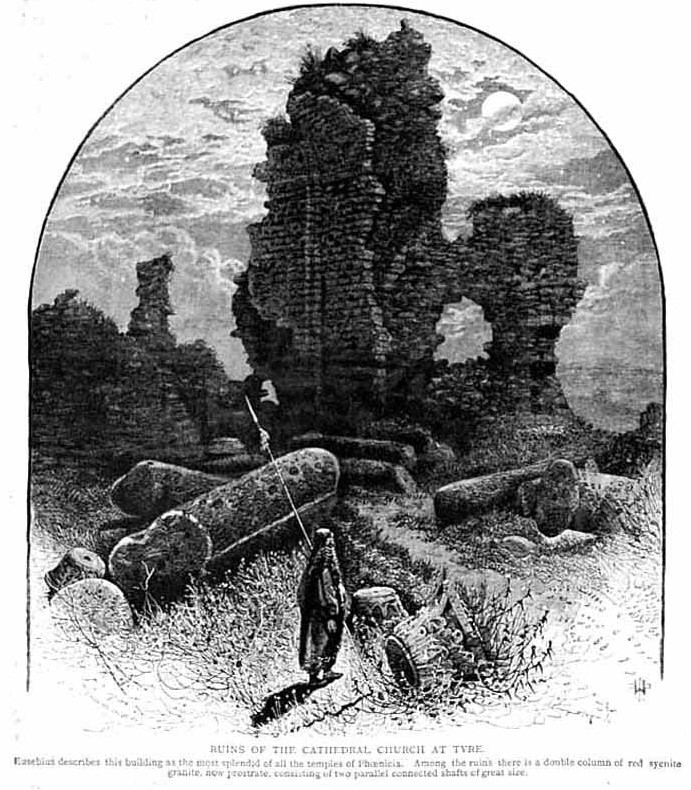
Stampa del XIX secolo

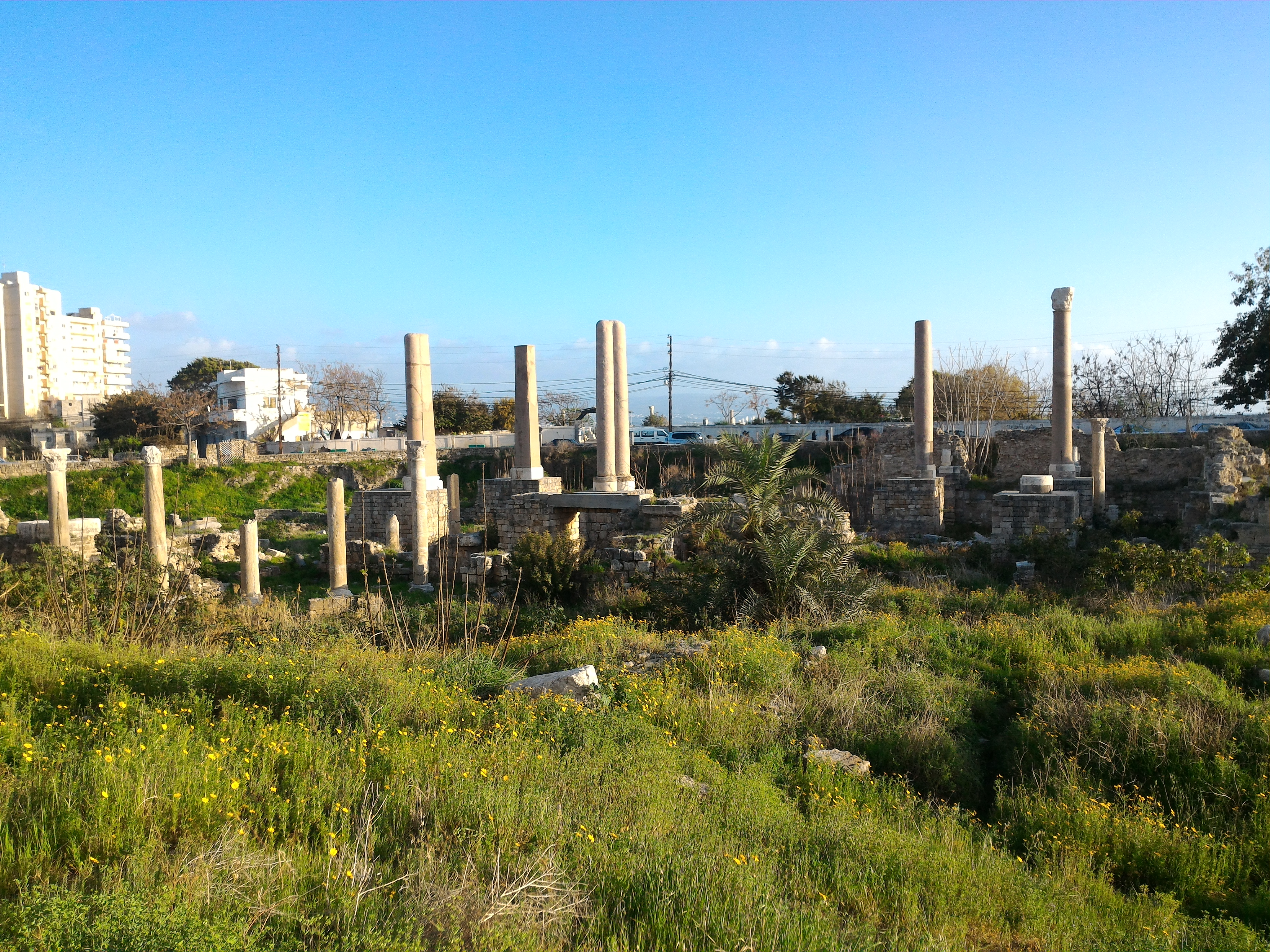
Veduta del 2015

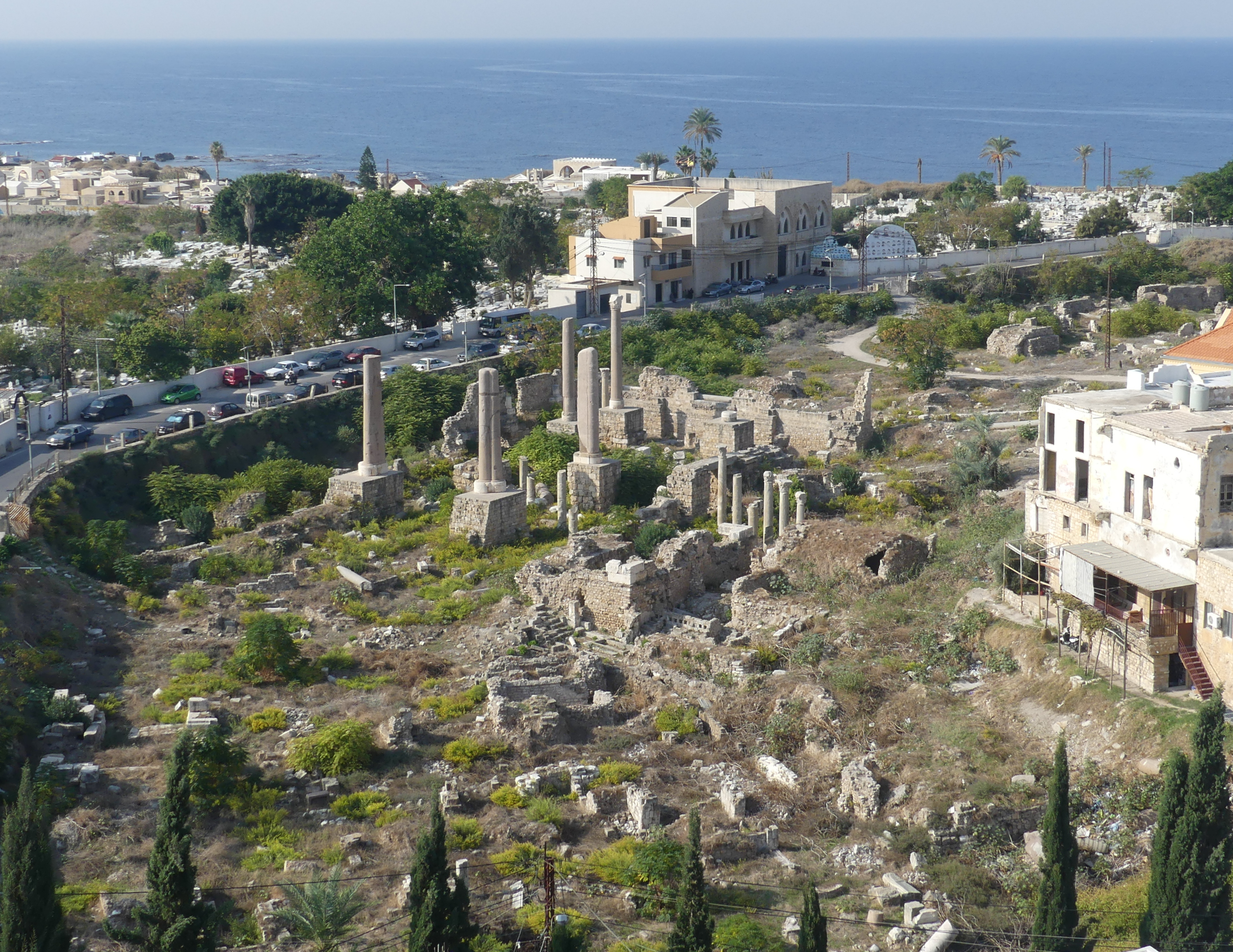
Foto del 2019

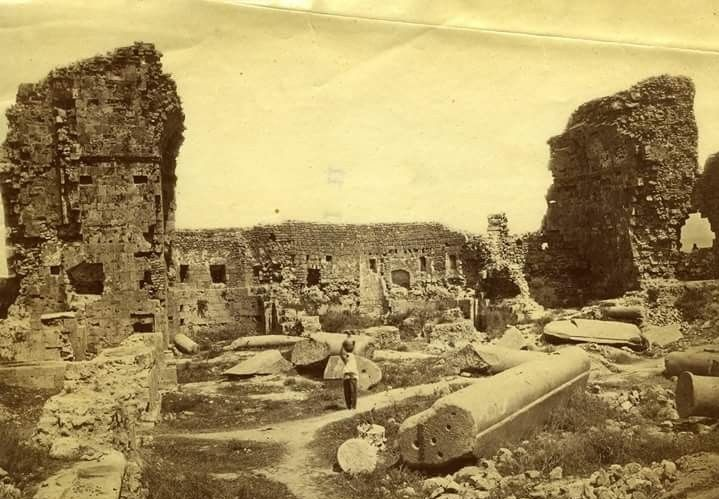
Foto del 1870

La Cattedrale Crociata di Tiro, dedicata a San Marco, di cui rimangono le rovine nell’odierno centro storico, fu la cattedrale dell'Arcidiocesi di Tiro (in latino: Archidioecesis Tyrensis) sede di una delle quattro arcidiocesi della Chiesa cattolica facenti capo al patriarcato di Gerusalemme dei Latini, nel regno crociato di Gerusalemme.
Essa fu edificata probabilmente sulle rovine della grande moschea fatimide che a sua volta era stata costruita sul luogo del tempio di Melqart.
La cattedrale era il tradizionale luogo di incoronazione dei re di Gerusalemme e sede dei matrimoni reali quale uno dei più grandi e prestigiosi edifici ecclesiastici del Regno latino di Gerusalemme.
Il suo titolare più famoso fu lo storico Guglielmo, in carica dal 1175 al 1185.
In essa nel 1190 furono sepolte le ossa dell’Imperatore Federico Barbarossa alla cui ricerca nel 1874 si dedicò, infruttuosamente,  lo storico e politico bavarese Johann Nepomuk Sepp.
Nel 1202 fu danneggiata da un terremoto e fu definitivamente distrutta nel 1291 al seguito della caduta della città effettuata dai Mamelucchi.

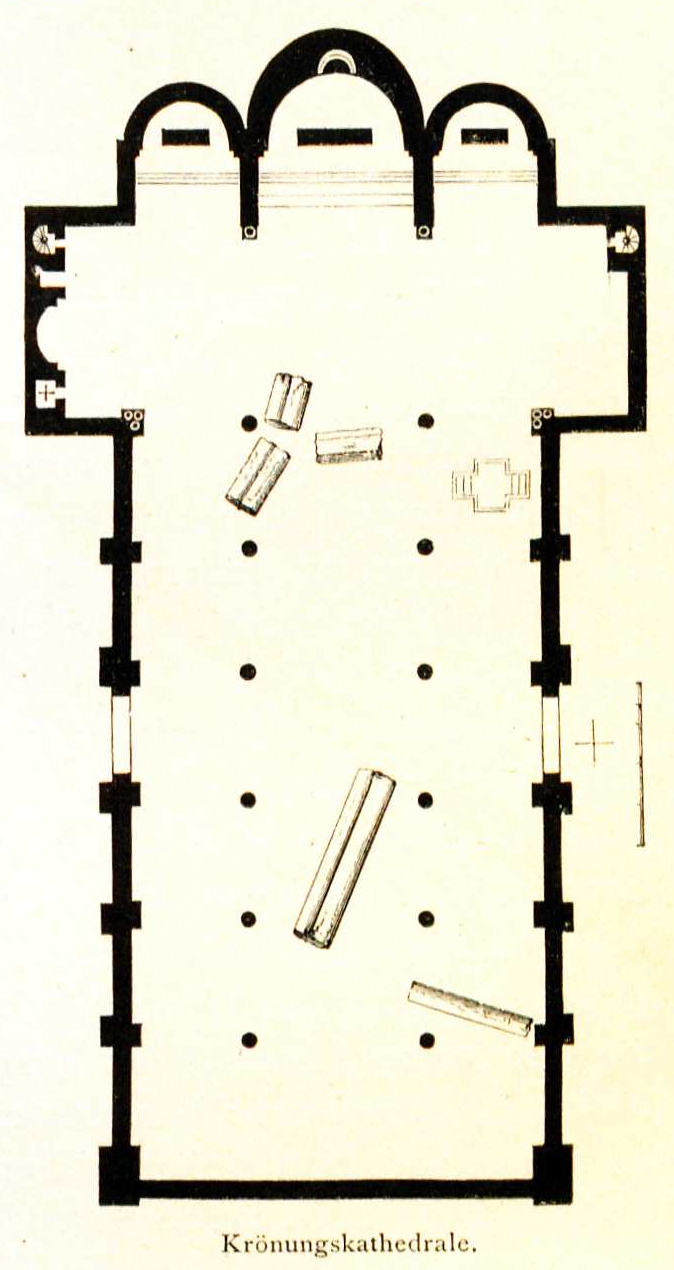
Pianta della Cattedrale

Sebbene i suoi resti fuori terra siano stati studiati nel diciannovesimo secolo e le sue fondamenta scavate nel ventesimo, non è stato ancora pubblicato uno studio soddisfacente su di essa.

## Arcivescovi latini titolari
- Eudes † (1122 - 1124 deceduto)
- Guglielmo I †  (1127 - 1130)
- Fulcherio † (1130 - 25 gennaio 1146 nominato patriarca di Gerusalemme)
- Raoul[2] † (1146) (vescovo eletto)
- Pietro di Barcellona † (1146 - 1º marzo 1163 deceduto)
- Federico † (1163 - 30 ottobre 1173 deceduto)
- Guglielmo II † (1174 - 1186 deceduto)
- Ioscio † (circa 1186 - circa 1198)
- Clérembaut de Broyes † (1203 eletto - prima del 1215 deceduto)[3]
- Simon de Maugastel † (prima dell'11 agosto 1216 - 1227)
- Ugo † (menzionato il 16 febbraio 1232)
- Pietro di Sergines, O.S.A. † (prima del 16 dicembre 1235 - dopo il 1244)
- Nicola Larcat † (5 febbraio 1251 - 1253 deceduto)
- Gilles † (1253/1254 - prima del 16 giugno 1266 deceduto)
- Giovanni, O.P. † (17 settembre 1267 - circa ottobre 1272 deceduto)
- Bonacourt, O.P. † (1272 eletto - 1290 ?)